# Czółko

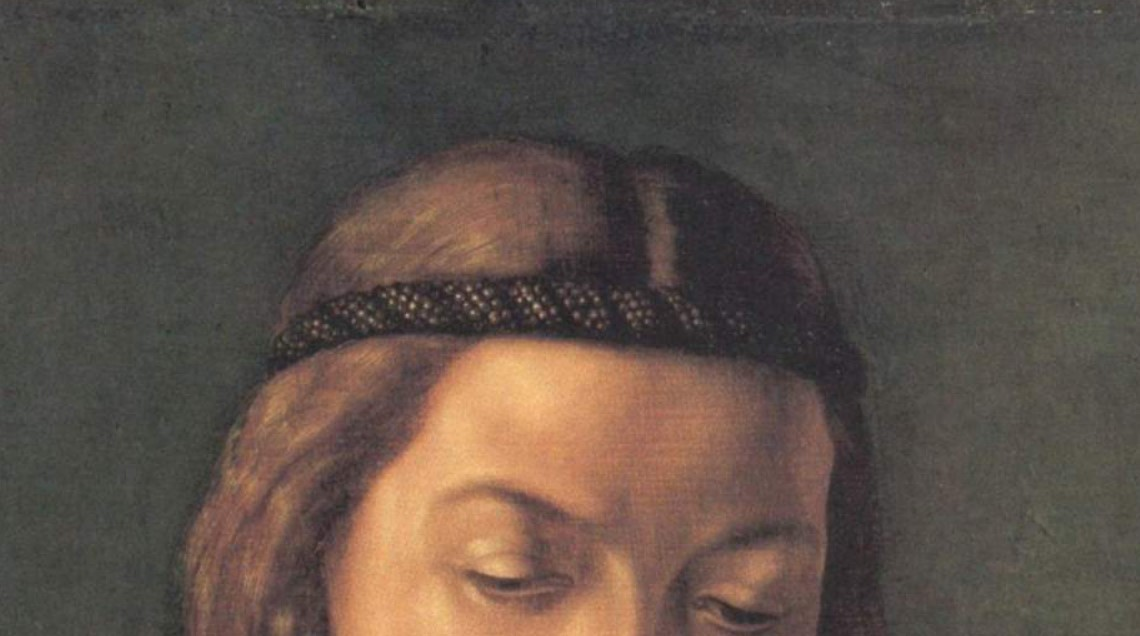
Czółko na obrazie Albrechta Dürera

Czółko (albo stroik, podwstążnik) – dziewczęca opaska ozdobna noszona na głowie do chwili zamążpójścia w Europie od czasów średniowiecza.
Czółka zdobione były motywami roślinnymi. W krajach słowiańskich czółko zachowało się jako element odświętnego stroju ludowego albo regionalnego.